# Chamberlain’s House

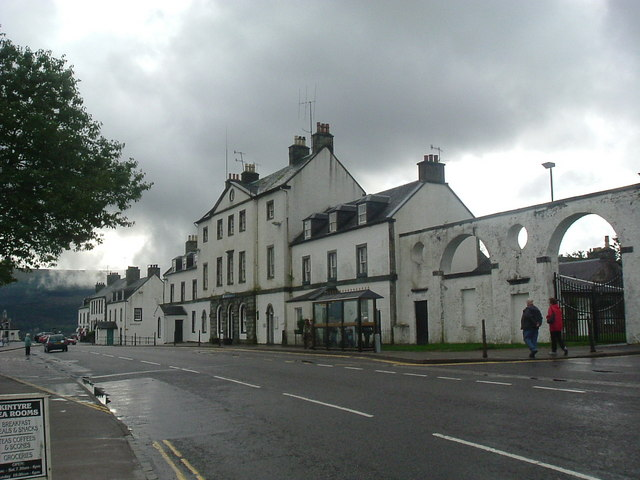
Gebäude am Hafen von Inveraray. Chamberlain’s House ist das linke der drei Gebäude.

Chamberlain’s House ist ein Wohngebäude nahe dem Ufer von Loch Fyne in der schottischen Stadt Inveraray. Es handelt sich um das Eckhaus zwischen der Front Street und der Main Street und damit um östliche der drei Gebäude entlang der nordwestlichen Front Street. Das Haus und liegt direkt an der A83, die den Süden der Region Argyll and Bute bis zur Halbinsel Kintyre an den Central Belt anschließt.
Das Gebäude wurde im Jahre 1751 fertiggestellt. Es basiert auf Plänen des schottischen Architekten John Adam, der auch weitere Häuser der damals im Aufbau befindlichen Planstadt Inveraray entwarf. Damit gehört Chamberlain’s House zu den ältesten Gebäuden im Stadtkern. 1966 wurde Chamberlain’s House in die schottischen Denkmallisten in der höchsten Kategorie A aufgenommen.

## Beschreibung
Das zweistöckige Gebäude besitzt einen L-förmigen Grundriss. Es weist typische Merkmale der Georgianischen Architektur auf. Chamberlain’s House wird durch einen kleinen, mittig aus der Vorderfront tretenden Vorbau betreten, der mit einem Satteldach abschließt. Dieser entspricht nicht dem Originalzustand und wurde erst später hinzugefügt. Der Vorbau ist symmetrisch in drei Achsen von Sprossenfenstern umgeben. Weitere acht Fenster befinden sich an dem abgehenden Flügel entlang der Main Street. An der Frontseite erhellen drei Dachgauben mit Walmdächern die Räume des Dachgeschosses. Entlang der Main Street sind drei Weitere gleicher Bauart vorhanden. Die Gebäudekanten sind mit abgesetzten Ecksteinen verziert. Ein weiteres Zierband befindet sich unterhalb der Fenster des Obergeschosses. Rückwärtig verläuft ein weiterer Gebäudeflügel parallel zu dem Flügel entlang der Main Street. Chamberlain’s House schließt mit einem schiefergedeckten Satteldach ab. Alle Fassaden sind in der traditionellen Harling-Technik verputzt.